# Catunaregam stenocarpa
Catunaregam stenocarpa là một loài thực vật có hoa trong họ Thiến thảo. Loài này được Bridson mô tả khoa học đầu tiên năm 2003.